# 佛山市華英（高明）學校
佛山市華英（高明）學校(英語：Gaoming Huaying School)，是一所位於廣東省佛山市高明區的九年一貫制公辦學校(小一至初中三)，由佛山市華英學校管理層及高明區教育局共同創辦。

## 歷史
2022年2月23日，高明区城市价值与产业空间推介会上，市、区两级教育部门与佛山市华英学校签署合作共建协议。
2023年9月，正式開課。

## 校徽
校徽沿用1913年原華英學校設計，與1971年在港復校的華英中學校徽相同。

## 校園
广东省佛山市高明区西江产业新城三杰路以北、汇智路以南，學校佔地面積約98.7畝，建築面積約9.3萬平方米。规模为54班2520人（其中小学36班1620人，初中18班900人）。  

## 外部連結
- 佛山华英高明学校项目简介 （页面存档备份，存于）
- 佛山市华英（高明）学校正式启用 （页面存档备份，存于）